# Dabin Ryu
Dabin Ryu (koreanisch 류다빈; * um 1994) ist eine südkoreanische Jazzmusikerin (Piano, Komposition).

## Leben und Wirken
Ryu hatte mit drei Jahren zunächst klassischen Klavierunterricht, bevor sie als Jugendliche begann, sich für Jazzmusik zu interessieren. Sie erwarb 2018 den Bachelor in Jazz Performance und Jazz Komposition am Berklee College of Music, 2020 den Master an der Manhattan School of Music. Als Studentin lernte sie Jazzgrößen wie Joanne Brackeen, Ralph Peterson und Buster Williams kennen. Seitdem trat sie mit Künstlern wie Neal Smith, Rodney Jones und Carl Allen in New York auf; außerdem gab sie Solo-Klavierkonzerte und spielte in Jazz-Bigbands. U. a. gastierte sie in Veranstaltungsorten wie Smalls, Zinc Bar, Dizzy's Club, Scullers, Harlem Stage, Berklee Performance Center, Williamsburg Music Center, Piano's, CJ Azit und Rubik. Um 2018 entstanden erste Aufnahmen in Ralph Peterson's Gennext Big Band Featuring Donald Harrison (I Remember Bu). Als Leiterin ihres Dabin Ryu Quintet unternahm sie 2019 eine Sommertournee in Seoul. Um 2021 legte sie ihr Debütalbum Wall vor. Ryu stellte darauf ihre Talente als Musikerin, Komponistin und Arrangeurin unter Beweis, die Einstellungen von Nonett über Duo bis Solopiano und eine breite Palette von Einflüssen umfassen, so die Zeitschrift Jazziz. „Ob sie sich in einen Hardbop-inspirierten Groove oder eine modernere Iteration mit einem funky Backbeat vertieft, Ryu glänzt mit ihren Ensemble-Kompositionen.“
Ryu erhielt 2016 den Piano Department Award am Berklee College of Music, außerdem ein Herb-Pomeroy-Stipendium und ein Stipendium der CJ Cultural Foundation.